# Windows Server Update Services
Windows Server Update Services (WSUS) est un service permettant de distribuer les mises à jour pour Windows et d'autres applications Microsoft sur les différents ordinateurs fonctionnant sous Windows au sein d'un parc informatique. WSUS est un rôle pour serveur Windows lui permettant ainsi de devenir un serveur de mises à jour local (ou proxy de mises à jour). Ce serveur télécharge et stocke ponctuellement l'ensemble des mises à jour disponibles auprès des serveurs Windows Update de Microsoft et rend possible le contrôle de la diffusion de celles-ci dans le parc.
Par défaut, chaque ordinateur sous Windows faisant ses mises à jour, les télécharge directement sur les serveurs de Microsoft, ce qui demande beaucoup de bande passante au niveau de l'accès internet dans un parc composé de nombreuses machines.

## Historique
WSUS a d'abord[Quand ?] été connu sous le nom Software Update Services (SUS) et ne permettait que de diffuser les patchs et hotfixes de Windows. WSUS, bien qu'inspiré de SUS, permet de mettre à jour beaucoup plus de logiciels tels que les suites Microsoft Office, les pilotes pour les périphériques ou encore des composants comme le Framework .NET.

## Administration
Windows Server Update Services 2.0 comprenait un répertoire de stockage des mises à jour et autres packages téléchargés depuis le site web de Microsoft, et une instance de MSDE, un service est alors chargé de rechercher les mises à jour sur le web puis un site virtuel IIS distribue les mises à jour.
La gestion est assurée au moyen d'une interface web, permettant d'approuver manuellement ou automatiquement les mises à jour et permettant de générer des rapports basiques.
Les administrateurs réseau peuvent utiliser WSUS avec les stratégies de groupe d'Active Directory afin de configurer les PC clients pour la recherche de mises à jour et l'envoi d'état de mises à jour. En l'absence d'Active Directory, il est possible d'éditer le registre de windows.
La version 3 est plus robuste : permettant de gérer plus de mises à jour et plus de programmes, elle utilise une console d'administration mmc pour l'administration.
Microsoft fournit WSUS en téléchargement sur son site web.

## Licence
Le produit WSUS est une fonctionnalité du produit Windows Server et nécessite donc une licence Windows Serveur valide pour le serveur hébergeant le service. Le fait que les postes utilisateurs s'authentifient sur le service WSUS pour récupérer leur mise à jour rend nécessaire l'acquisition d'une licence d'accès client  (« CAL ») pour chacun des postes se connectant au service WSUS.
WSUS est souvent considéré comme un produit gratuit car il est déjà payé dans un réseau d'entreprise qui dispose d'un Microsoft Active Directory et des licences d'accès client (CAL fichiers) pour l'ensemble des postes ou des utilisateurs.
Dans un réseau utilisant Samba Active Directory, il n'est pas nécessaire d'acheter des CAL pour se connecter au contrôleur de domaine ou se connecter à un serveur de fichier Samba. Toutefois l'utilisation d'un serveur WSUS nécessitera quand même l'achat des licences d'accès client pour tous les postes Windows qui se connecteront au serveur WSUS.

## Historique des versions
- 22 mars 2005 - Version 2.0 Release Candidate
- 6 juin 2005 - Version 2.0 finale (build 2340)
- 31 mai 2006 - V 2.0 Service Pack 1 (support de Windows Vista, langues supplémentaires et utilisation possible de Microsoft SQL Server 2005
- 14 août 2006 - 3.0 beta 2 (administration par MMC et nombreuses nouvelles fonctions)
- 30 avril 2007 - 3.0 finale (build 3.0.6000.318)
- 1er novembre 2007 - V 3.0 Service Pack 1 RC
- 7 février 2008 - WSUS 3.0 Service Pack 1 finale (prise en charge de Windows Server 2008)
- 25 août 2009 - WSUS 3.0 Service Pack 2 (prise en charge de Windows 7 et Windows Server 2008 R2)
- 26 octobre 2012 - WSUS 4.0 (prise en charge de Windows 10 et Windows Server 2016)
- 26 septembre 2016 - WSUS 5.0 Fonctionnalité disponible sur Windows Server 2016